# Culex molestus
Culex molestus är mygg i släktet Culex. De förekommer i Nord- och Sydamerika, Europa, Asien, Afrika och Australasien . Biologen Peter Forsskål (1732–1763) var den första som beskrev egyptiska Cx. molestus som en egen art . På grund av myggans omättliga törst, namngav han denna mygga Culex molestus. Senare döpte biologer om den till Cx. pipiens molestus eftersom de hävdade det fanns många morfologiska likheter mellan den och Culex pipiens pipiens. Cx. molestus attacker på Londonbor som sov i Londons tunnelbana under Blitzen, gav den dess engelska smeknamn London Underground mosquito. 
En studie från 2004 som analyserade DNA -mikrosatelliter föreslog att Culex molestus sannolikt är en distinkt art från Culex pipiens . En publikation från 2012 hävdar dock att Cx. molestus är "en fysiologisk och ekologisk variant av Cx. pipiens " och inte bör betraktas som en särskild art .